# 5-Methyl-2-hexanol
5-Methyl-2-hexanol ist eine chemische Verbindung aus der Gruppe der Alkanole.

## Gewinnung und Darstellung
Die Reduktion von 5-Methyl-2-hexanon liefert 5-Methyl-2-hexanol.

## Eigenschaften
5-Methyl-2-hexanol ist eine farblose Flüssigkeit, die wenig löslich in Wasser ist.

## Verwendung
5-Methyl-2-hexanol kann als Standard für die schnelle Extraktion von Aromastoffen aus Traubenbränden und wässrig-alkoholischen Holzextrakten mittels Ultraschall verwendet werden.